# Ighrem N'Ougdal
Ighrem N Ougdal (franska: Ighrem N Ougdal (CR), Ighrem N Ougdal (Commune Rurale), arabiska: ازناكن) är en kommun i Marocko.   Den ligger i provinsen Ouarzazate och regionen Drâa-Tafilalet, i den centrala delen av landet, 300 km söder om huvudstaden Rabat. Antalet invånare är 14 000.